# Węgorzycowate
Węgorzycowate (Zoarcidae) – rodzina morskich ryb okoniokształtnych.

## Występowanie
Morza strefy arktycznej i antarktycznej.

## Cechy charakterystyczne
- ciało wydłużone, w tylnej części bocznie spłaszczone
- długa płetwa grzbietowa i odbytowa, połączone z płetwą ogonową
- płetwy piersiowe duże, zaokrąglone
- dorastają do 1,1 m

## Klasyfikacja
Rodzaje zaliczane do tej rodziny są zgrupowane w podrodzinach Gymnelinae, Lycodinae, Lycozoarcinae, Neozoarcinae, Zoarcinae:
Aiakas — Andriashevia — Argentinolycus — Austrolycus — Azygopterus — Barbapellis — Bellingshausenia — Bentartia — Bilabria — Bothrocara — Bothrocarina — Crossostomus — Dadyanos — Davidijordania — Derepodichthys — Dieidolycus — Ericandersonia — Eucryphycus — Eulophias — Exechodontes — Gosztonyia — Gymnelopsis — Gymnelus — Hadropareia — Hadropogonichthys — Iluocoetes — Japonolycodes — Krusensterniella — Letholycus — Leucogrammolycus — Lycenchelys — Lycodapus — Lycodes — Lycodichthys — Lycodonus — Lycogrammoides — Lyconema — Lycozoarces — Magadanichthys — Maynea — Melanostigma — Nalbantichthys — Neozoarces — Notolycodes — Oidiphorus — Opaeophacus — Ophthalmolycus — Pachycara — Patagolycus — Phucocoetes — Piedrabuenia — Plesienchelys — Pogonolycus — Puzanovia — Pyrolycus — Santelmoa — Seleniolycus — Taranetzella — Thermarces — Zoarces — Zoarchias